# Mappatura UV

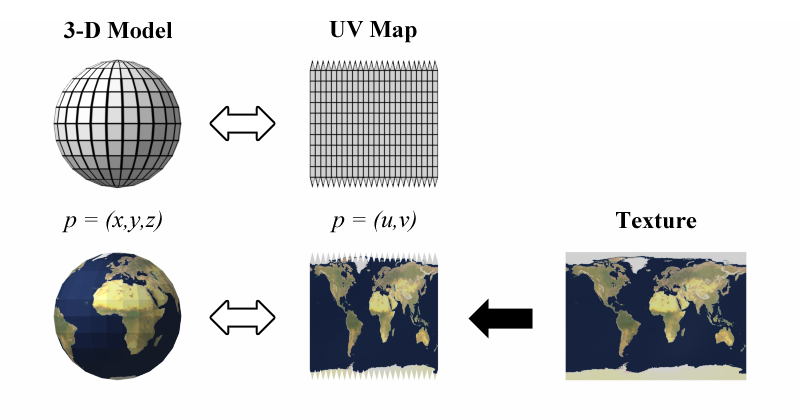
Schema di funzionamento della mappatura UV

La mappatura UV (dall'inglese UV mapping), è una tecnica di texture mapping che permette di applicare efficacemente e correttamente le texture su un modello tridimensionale.

## Aspetti teorici
Con questa tecnica, la mesh viene "appiattita" su un piano, sul quale giace un'immagine. A questo punto ogni vertice dell'oggetto tridimensionale disporrà di un set di coordinate bidimensionali condiviso con l'immagine, che potrà essere quindi associata alle sue facce, risultando visibile nello spazio 3D. Le coordinate UV fanno quindi da ponte tra lo spazio bidimensionale delle immagini (texture) e quello tridimensionale della mesh. Il nome UV è un equivalente di X e Y; viene impiegato per non dare adito a fraintendimenti tra i due ambienti.
Un grande vantaggio dell'UV mapping è la precisione: è possibile posizionare con estrema esattezza degli elementi (per esempio delle scritte) su una mesh, anche se poi si deformerà. Un altro vantaggio è la velocità di calcolo: con una texture immagine è possibile aumentare notevolmente il livello di dettaglio di un oggetto, mantenendo il rendering entro tempi accettabili. L'UV mapping è una tecnica molto valida per l'applicazione delle texture immagine, in quanto permette di ottimizzare il processo di creazione di un materiale e apre la strada a tecniche avanzate, come quelle impiegate per produrre contenuti interattivi (videogiochi, realtà virtuale e così via).

### Unwrapping

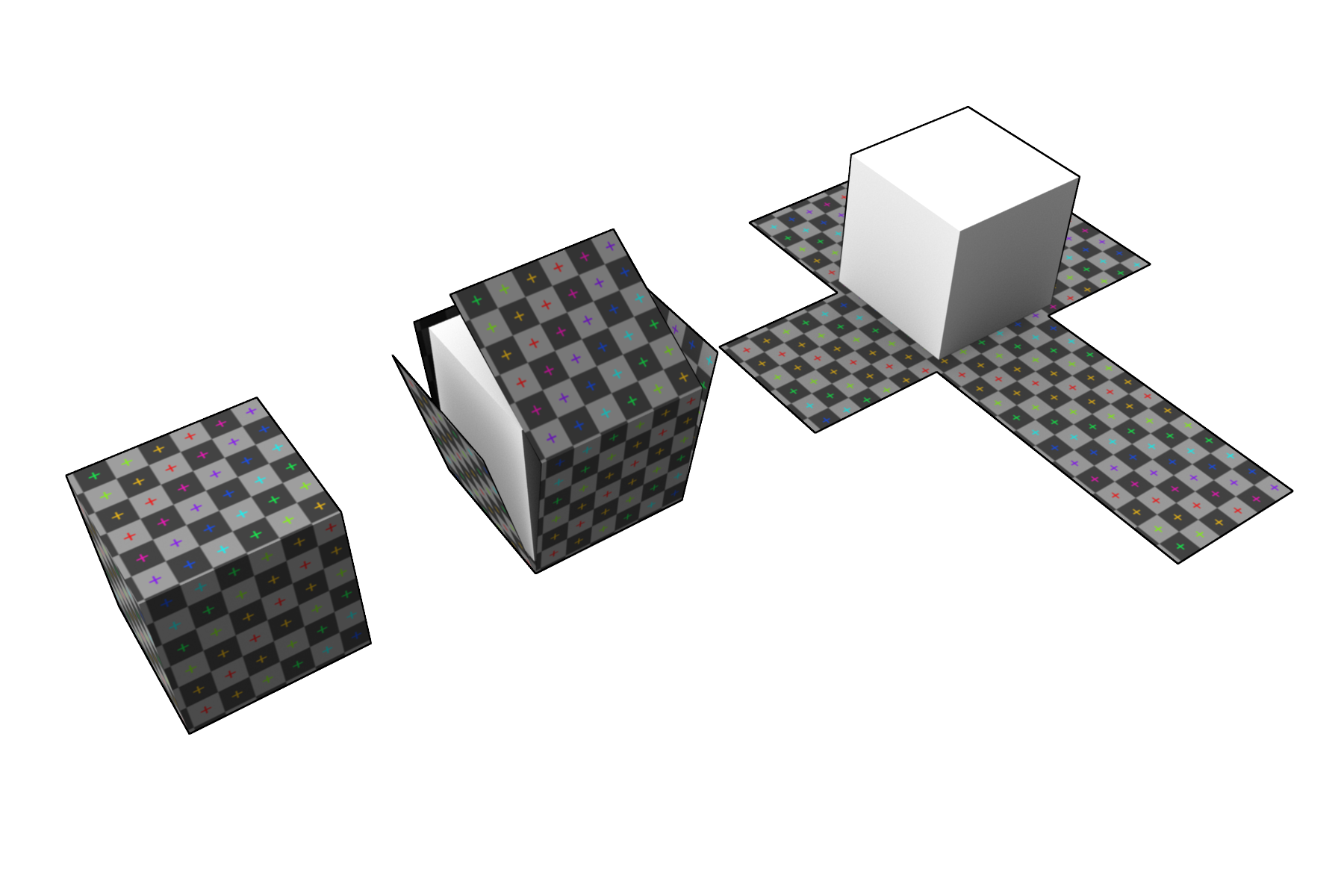
Schema di funzionamento dell'unwrapping.

Questo termine (che in italiano si può tradurre con srotolare, svolgere, scartare, aprire un involucro) indica il primo passo da compiere nel processo di UV mapping, ovvero l'appiattimento della mesh. Il momento ideale per eseguire questo procedimento è il termine della modellazione, quando il numero e la posizione delle facce sono piuttosto definiti; tuttavia sarà possibile aggiungere elementi alla mesh e il software di modellazione aggiornerà l'unwrap automaticamente.

## Trovare l'UV in una sfera
Per ogni punto {\displaystyle P} sulla sfera, viene indicato con {\displaystyle {\hat {d}}} il versore condotto da {\displaystyle P} al centro della sfera.
Assumendo che i poli della sfera siano allineati con l'asse Y, le coordinate UV nell'intervallo {\displaystyle [0,1]} possono essere calcolate come segue:
{\displaystyle {\begin{aligned}u&=0{,}5-{\frac {\arctan 2(d_{z},d_{x})}{2\pi }}={\frac {\pi -\arctan 2(d_{z},d_{x})}{2\pi }}\\v&=0{,}5-2\cdot {\frac {\mathrm {arcsen} (d_{y})}{2\pi }}={\frac {\pi -2\mathrm {arcsen} (d_{y})}{2\pi }}\end{aligned}}}